# Wallstraße (Düren)

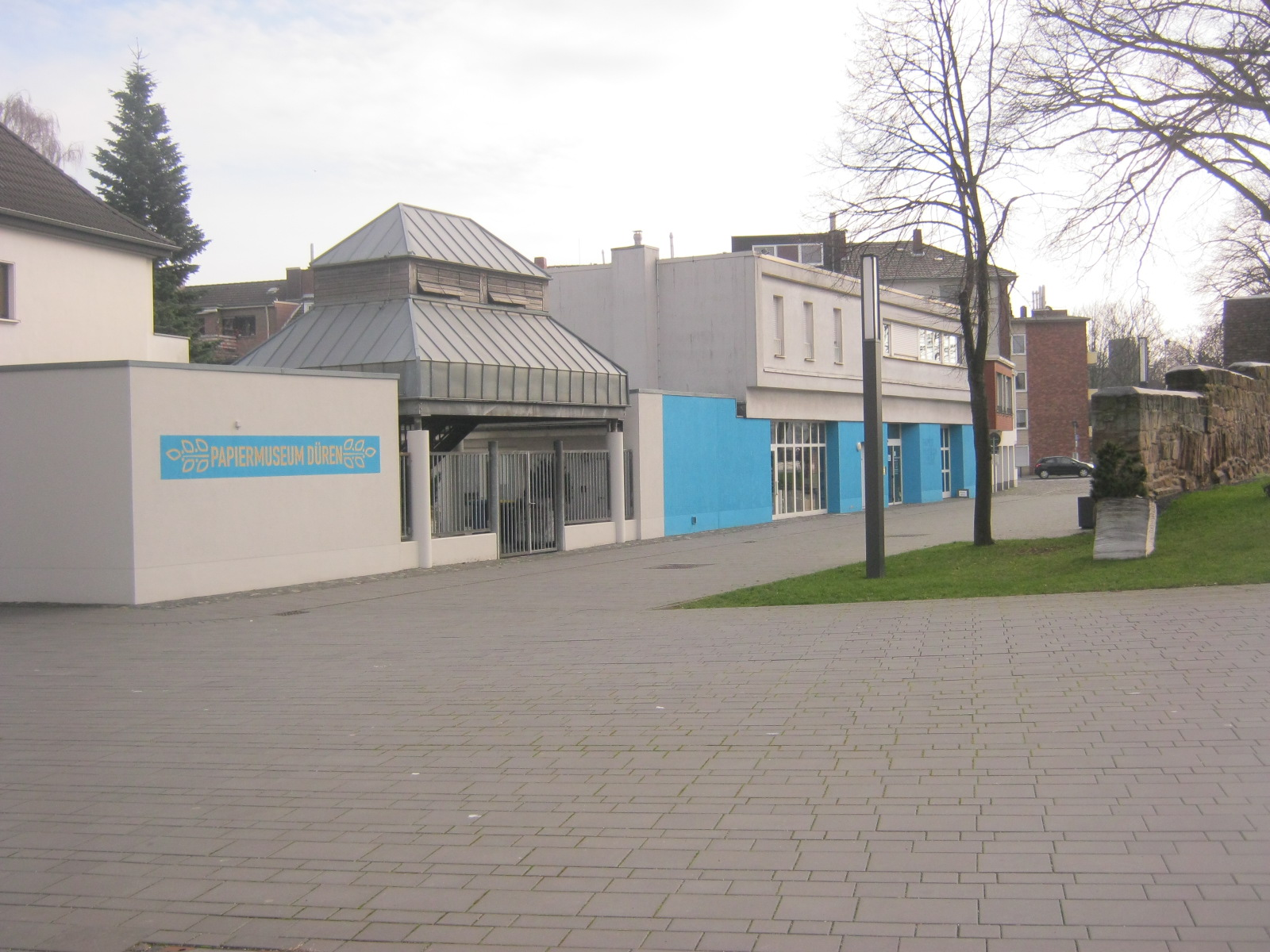
Das alte Papiermuseum vor dem Neubau

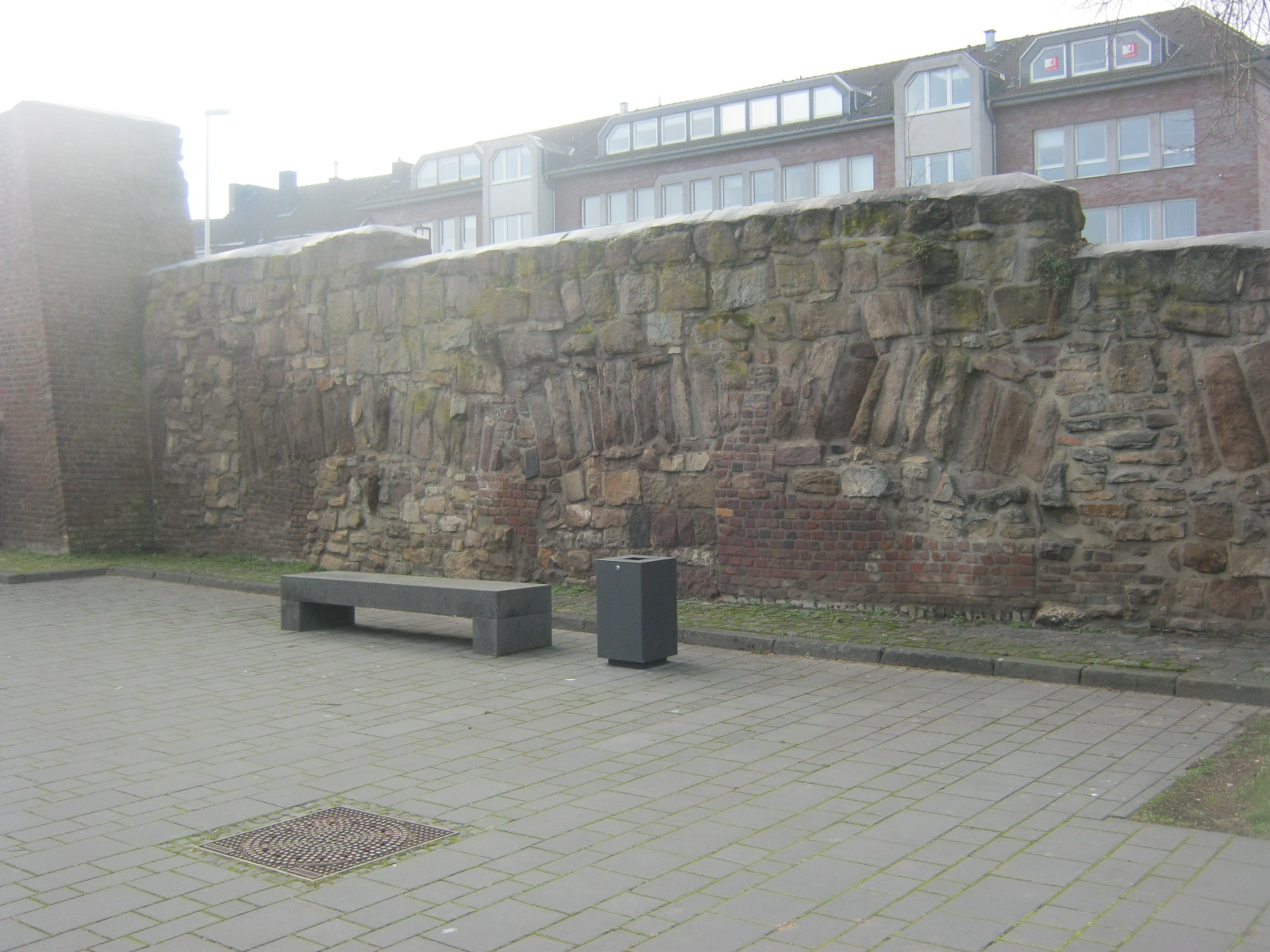
Stadtmauerrest an der Wallstraße

Die Wallstraße in Düren, Nordrhein-Westfalen, ist eine historische Straße.
Die alte Straße liegt direkt hinter der Dürener Stadtmauer, die dort noch gut erhalten ist. In der kleinen Wallstraße befindet sich das Papiermuseum Düren. Am nördlichen Ende der Straße steht das Leopold-Hoesch-Museum.
Der Name der Straße ist eine in historischer Hinsicht irreführende Bezeichnung. Seit uralten Zeiten hieß sie „Hinter der Mauer“, was sich auf die schützende Stadtmauer bezieht. Der Wall lag außerhalb der Stadt jenseits der Stadtmauer. Die Bezeichnung Wallstraße hätte also für die Lindenpromenade, heute August-Klotz-Straße, die auf dem eingeebneten Wall verläuft, ihre Berechtigung gehabt.
Der geschichtliche Name musste auf Grund einer Eingabe von Interessenten, die den Sinn verkannten, fallen, und am 28. Oktober 1892 beschloss der Stadtrat die Straße zukünftig Wallstraße zu nennen.
Gleichzeitig wurde eine Aufschließung und Durchführung der Straße zur Peschstraße in Erwägung gezogen, und im Jahre 1905 erfolgte sie aus gesundheitlichen Gründen, da die dort liegenden, an die Stadtmauer angeklebten Häuschen zwar vorne einen Eingang, aber nach rückwärts keinen Ausgang hatten. Sie wurde zu neu angelegten Poliusstraße durchgeführt und erhielt dadurch Verbindung mit dem späteren Hoeschplatz.
Die Wallstraße ist eine der wenigen Straßen in Düren, die noch mit Kopfsteinpflaster befestigt ist.